# Boscaler del pare David
El boscaler del pare David (Locustella davidi) és una espècie d'ocell de la família dels locustèl·lids (Locustellidae). Nidifica des de la part sud de l'Extrem Orient rus (inclosa la regió del llac Baikal) fins al nord-est de la Xina i Corea del Nord. És un ocell migrant i passa l'hivern des del sud de la Xina fins al nord de Tailàndia.
Habita els boscos boreals, els matollars temperats, els matollars secs tropicals i subtropicals i els cursos d'aigua i les zones humides. El seu estat de conservació es considera de risc mínim.